# Laje (Bahia)
Laje is een gemeente in de Braziliaanse deelstaat Bahia. De gemeente telt 22.180 inwoners (schatting 2009).

## Aangrenzende gemeenten
De gemeente grenst aan Amargosa, Aratuípe, Jiquiriçá, Mutuípe, Santo Antônio de Jesus, São Miguel das Matas, Ubaíra en Valença.